# Mühlenteich (Bad Neuenahr-Ahrweiler)

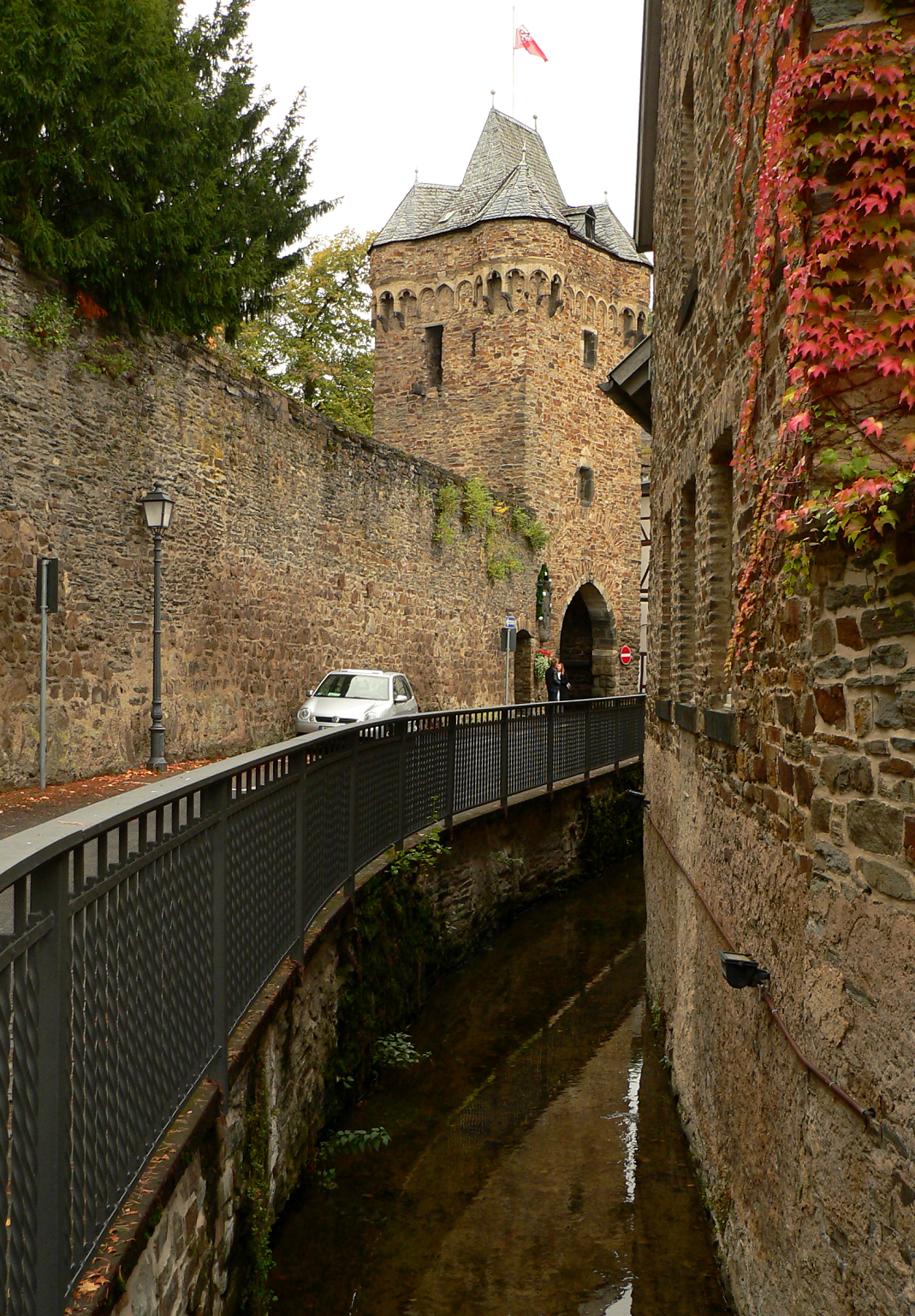
Der Mühlenteich in Ahrweiler nahe dem Obertor (2018)

Der Mühlenteich  ist ein etwa 4,8 km langes, orographisch linkes Nebengewässer der Ahr in Rheinland-Pfalz. Es wurde im Mittelalter als Wassergraben für die Stadt Ahrweiler künstlich angelegt. Der Name gründet einerseits darauf, dass das Gewässer mehrere Wassermühlen antrieb. Andererseits wird im Rheinland auch ein Fließgewässer als „Teich“ bezeichnet, das von einem Fluss abgeleitet wird.

## Verlauf
Der Mühlenteich zweigt in Höhe von Walporzheim von der Ahr ab und fließt teils ober-, teils unterirdisch durch den Stadtteil Ahrweiler. Im Stadtteil Bad Neuenahr mündet das Gewässer wieder in die Ahr. Zuflüsse von links sind der Giesemer Bach und der Lantershofener Bach. Nach rechts zur Ahr fließt der Mühlenteichgraben ab. Der Gewässerverlauf in seiner heutigen Form durch den Altstadtkern von Ahrweiler ist etwa seit dem Jahr 1200 nachweisbar. Im Mittelalter war er in die Stadtbefestigung Ahrweiler einbezogen und beim Passieren der Stadtmauer mit Gittern gesichert.

## Geschichte
Das Fließgewässer hatte früher mehrere Funktionen. Es lieferte Brauchwasser, zum Beispiel für die in der Stadt ansässigen Gerber, trieb Wassermühlen an, diente als Kloake, lieferte Löschwasser und füllte in Kriegszeiten mit seinem Wasser den Stadtgraben. Im Mittelalter trieb das Gewässer sieben Mühlen an, die in herrschaftlichem Besitz des Adel oder von Klöstern standen. Später waren es insgesamt 12 Mühlen, darunter auch die 1587 gegründete Blankenheimer Mühle der Grafen von Blankenheim.